# Juliana Huxtable
Juliana Huxtable, née le 29 décembre 1987, est une artiste, écrivaine, performeuse et DJ afro-américaine, cofondatrice du projet Schock Value sur la vie nocturne basé à New York. Huxtable a exposé et effectué des performances dans nombre de lieux : Reena Spaulings Fine Art, Project Native Informant, Artists Space, le New Museum, le Museum of Modern Art, le Portland Institute of Contemporary Arts, et l'Institute of Contemporary Arts. La pratique artistique multidisciplinaire de Huxtable explore des sujets variés comme l'internet, le corps, l'histoire et le texte, souvent à travers un processus qu'elle décrit comme conditionnement. Huxtable est l'auteure de deux livres et membre du collectif de New York House of Ladosha. Elle vit et travaille à New York.

## Biographie

### Enfance et éducation
Huxtable nait à Houston, dans le Texas, et grandit à Bryan-College Station (en). Elle décrit la ville de son enfance comme une ville conservatrice typique de la « Bible Belt » texane. À la suite de son divorce, Kassandra, sa mère, se retrouve seule pour l'élever, elle, ainsi que ses deux autres enfants.
Née intersexe et assignée garçon à la naissance, Huxtable commence sa transition après l'université. Elle note que ses difficultés à se conformer à un genre et une identité sexuelle débutent tôt dans sa vie.
Elle déménage à New York pour étudier au Bard College et obtient son diplôme en 2010. Huxtable parle de son désir de devenir peintre en grandissant et participe à divers cours d'art durant l'université. Elle abandonne ce medium après que des professeurs critiquent son obsession des techniques formelles et de l'identité. Dans un entretien avec l'artiste Lorraine O'Grady, Huxtable mentionne qu'elle travaille la littérature et les études de genres.

### Débuts à New York
Après l'université, Juliana Huxtable emménage à New York pour travailler comme assistante légale pour le programme de justice raciale de l'Union américaine pour les libertés civiles (ACLU). Alors qu'elle est à l'ACLU, Huxtable accumule un grand nombre de « followers » sur Tumblr, postant de longues « trames de consciences poétiques » et des autoportraits expérimentant la mode et l'imagerie de la secte de la Nuwaubian Nation.
Après avoir quitté son travail à l'ACLU, Juliana Huxtable commence une activité professionnelle de DJ.
En 2013, Juliana Huxtable participe au spectacle de la House of Ladosha intitulé Whole House Eats (Toute la maison mange) à la  Superchief Gallery. Durant son temps en tant que DJ, Huxtable intègre régulièrement ses poèmes dans des DJ mix. La poésie de Huxtable est reprise dans la chanson Blood Oranges (Oranges sanguines) de la mixtape de Le1f intitulée Tree House (mixtape Le1f) (en) tout comme la bande sonore pour le défilé de mode automne et hiver Hood By Air (en) de Total Freedom intitulé 10,000 Screaming Faggots (traduction : « 10 000 pédés hurlant »).
L'intérêt de Huxtable pour la mode l'amène à servir de modèle pour nombre de marques de mode et lors de campagnes de publicité. En 2014, elle apparaît en couverture pour le cinquième anniversaire du C☆NDY magazine avec 13 autres femmes transgenres :  Janet Mock, Carmen Carrera, Geena Rocero, Isis King, Gisele Alicea, Leyna Ramous, Dina Marie, Nina Poon, Yasmine Petty, Niki M'nray, Pêche Di, Carmen Xtravaganza and Laverne Cox. Juliana Huxtable sert de modèle pour DKNY, Eckhaus Latta, Chromat, et la maison française Kenzo.
En août 2014, Juliana Huxtable apparaît dans la vidéo pour la chanson de Hercules and Love Affair  intitulée My Offence. La vidéo reprend des extraits de conversations de personnalités de la scène queer nocturne comme Honey Dijon et Contessa Stuto. Le premier membre du groupe, Andrew Butler, présente la chanson et sa vidéo comme l'examen de « sa relation avec des mots tabous et l'utilisation du mot « chatte »  au sein de la communauté gaie new yorkaise pour relayer de la flatterie, de l'empowerment et de la force. ».

## Œuvres

### New Museum Triennial et Performa 15 Biennial
Au début de 2015, Huxtable est sélectionnée pour présenter des œuvres à la triennale du New Museum Triennial Surround Audience,  dont la curatrice est Lauren Cornell avec l'artiste Ryan Trecartin. Huxtable inclut deux œuvres basées sur du texte et deux autoportraits, chacun une impression à jet d'encre de la série Universal Crop Tops For All The Self-Canonized Saints of Becoming (traduction: Petits hauts pour tous les Saints auto-canonisés du devenir). Huxtable intègre les histoires de l'afrofuturisme, du militantisme afrodescendant et de la théorie cyberféministe, qu’elle rallie au transfuturisme,. S’intéressant aux hybridités qu’elle nomme « humaines-créatures », à l’univers posthumain et extraterrestre, la série illustre également les revers d'une politique identitaire nationale dans laquelle la repolitisation de soi, l'autorevendication et l’autoempouvoirement est rapidement détourner pour être capitaliser, produisant ainsi de la valeur par la marchandisation et l’instrumentalisation de la « différence » auprès de la classe politique et des multinationales, qui en font leur cheval de Troie. Ces autoportraits sont comparés à des "mèmes Internet créés par des extraterrestres", où Huxtable, le corps nu peint "dans des tons toxiques de vert sauge et de violet", se présente comme une "cyborg, C*nt, prêtresse, sorcière, princesse nuwaubienne",, en référence à la secte Nuwaubian Nation de la Nation de l'Islam, qui, selon Huxtable, croit que les Noirs sont les descendants d'extraterrestres lézards comme les Animorphs avant qu'il n'y ait des Animorphs. Ces travaux, avec ceux de l'artiste triennal Frank Benson, mettant en scène Huxtable en taille réelle et en couleurs iridescentes, sont des œuvres centrales du spectacle. L'écrivain Mark Guiducci étiquète Huxtable comme la Star de la triennale du New Museum.
Huxtable tient le premier rôle dans la deuxième saison du talk show basé sur le web de Ovation TV's, intitulé Touching the Art (en) et hébergé par l'artiste de la triennale 2015 Casey Jane Ellison. L'artiste K8 Hardy et la curatrice du New Museum  Shelley Fox Aarons sont aussi invitées dans le même épisode.
Plus tard la même année, Huxtable est sélectionnée pour présenter une nouvelle performance dans la biennale Performa 15. La performance longue d'une heure intitulée There Are Certain Facts That Cannot Be Disputed (Certains faits ne peuvent être débattus), est présentée au Museum of Modern Art. Elle inclut de la poésie, de l'audio et de la technologie de voix, des éléments vidéos et de la musique jouée en live avec des intervenants, tout en explorant la relation complexe entre la nature éphémère de l'information digitale et l'attirance pour la documentation historique sur internet. Les organisatrices décrivent la performance de Huxtable comme considérant le "cyberespace comme une zone grise entre précarité et préservation, traversant des serveurs fermés, des URLs rejetées et des caches Google comme des personnages humains et digitaux".

### Shock Value, House of Ladosha, et autres projets
Huxtable est la fondatrice et DJ  de Shock Value, un collectif hebdomadaire de la vie nocturne basé à New York et animé par des femmes artistes, DJ, écrivaines et icônes de la mode.
Huxtable est membre du collectif new yorkais House of Ladosha. Les membres incluent Cunty Crawford Ladosha (Adam Radakovich), Neon Christina Ladosha (Christopher Udemezue), Paws Off Ladosha (Riley Hooker), Magatha Ladosha (Michael Magnan), La Fem Ladosha (Antonio Blair), et YSL Ladosha (Yan Sze Li). En janvier  2016, House of Ladosha présente des projets artistiques variés dans This Is Your Brain (Ceci est ton cerveau). En 2017, le collectif est sélectionné pour participer à l'exposition collective Trigger : Gender as a Weapon and a Tool (Déclencheur : le genre en tant qu'arme et outil)au New Museum. Il apparaît aussi dans la septième édition du magazine Gayletter.
Huxtable est membre du comité éditorial Topical Cream, une plateforme new yorkaise qui soutient une communauté d'artistes, d'écrivaines, de designers et technologistes grâce à la publication digitale et des initiatives de programmations publiques. Topical Cream est fondée en 2013 et les membres du comité incluent Lyndsy Welgos, Ara Anjargolian, Whitney Mallett, Juliana Huxtable et Aria Dean.
En 2016, Huxtable enseigne en tant qu'artiste invitée à l'École de l'Institut d'art de Chicago.
Huxtable participe à de nombreux panels et conférences, notamment Basquiat and Contemporary Queer Art  (Basquiat et l'art contemporain queer) qui est hébergé par le Schomburg Center for Research in Black Culture, Transgender in the Mainstream hébergé par Art Basel Miami Beach et enfin Open Score: Generation You présenté par le New Museum et Rhizome,,.
Plus tard la même année, Huxtable participe à la performance pour l'ouverture du Time-Based Art Festival à Portland (Oregon), organisé par le Portland Institute for Contemporary Ar.

### Expositions solo
La première exposition en solo de Huxtable, A Split During Laughter at the Rally, a lieu au Reena Spaulings à New York City en mai 2017. L'exposition présente plusieurs posters avec des aimants inspirés du DIY, une vidéo de membres de la House of Ladosha, et un diagramme. Le spectacle explore "l'esthétique, la conspiration et la paranoia américaine" à travers des modes de résistance, d'aliénation et d'ironie. Huxtable indique que les posters de l'exposition s'inspirent formellement de l'artiste américain Emory Douglas.
La seconde exposition solo, Juliana Huxtable, constitue l'ouverture du Project Native Informant à Londres en octobre 2017. L'exposition présente trois photographies d'un sujet noir avec des tatouages variés (rentrant parfois en conflit), quatre peintures sculpturales faites de tenues de type militaire, et dix posters pamphlétaires retraçant une bagarre entre des skinheads gauchistes et nazis devant des soldes de la marque Fred Perry à Paris. Le spectacle prolonge l'exploration de Huxtable des théories de la conspiration et de la paranoïa, la sous-culture et l'identité mais sur une tonalité plus humoristique. La mode joue également un rôle majeur dans la pratique artistique de Huxtable, ce qui se perçoit dans cette exposition. Huxtable indique avoir été inspirée de Désidentification de José Esteban Muñoz.

### Publications
Huxtable est l'autrice de deux livres et a contribué à de nombreux chapitres de livres et d'anthologies d'artistes.
Son premier livre Mucus in My Pineal Gland (Mucus dans ma glande pinéale), est publié en 2017 par Capricious. Le livre est une collection de poèmes de performances antérieures, comme UNTITLED (FOR STEWART) et THERE ARE CERTAIN FACTS THAT CANNOT BE DISPUTED, ainsi que nombre de nouveaux poèmes. Le livre est écrit dans son style particulier de lettres majuscules et une police bleue.
Le second livre de Huxtable, Life, est co-écrit avec l'artiste Hannah Black. Le roman est une œuvre de science-fiction et est écrit en anglais et en allemand. Il sort en 2017 chez König.

## Thèmes

### Style
La pratique de Huxtable est interdisciplinaire par nature et explore donc une variétés de thèmes. Les œuvres des débuts explorent l'idée d'identité, le corps et le texte, avec des influences de l'Afrofuturisme et de la science fiction. Les travaux plus récents de Huxtable explorent le langage, la théorie du complot, la mode (les costumes baroques, le surplus militaire, l'esthétique punk etc.) et les contre-cultures. Les pratiques visuelles de Huxtable incluent « l'examen et le remixage d'images qui perdurent et qui, selon son observation, retiennent des pouvoirs symboliques ».
Steven Zultanski écrit à propos de Mucus in My Pineal Gland, « […] cela n'idéalise pas l'absence de genre, cela circule entre les genres, en détruisant des moments d'expériences personnelles et spéculatives pensées à partir de conventions littéraires afin de les situer en dehors du texte, tout en réfléchissant sur ces conventions et en y prenant plaisir ». Huxtable fait souvent "référence à son propre usage des espaces digitaux, qui incluent Tumblr, les chat rooms, les médias sociaux, les subcultures sexuelles en ligne, Encarta et Afripedia tout comme l'enfance, la mode, la culture de masse, et la diaspora africaine.

### Influences
Huxtable a donné toute une série de références, comme les écrivaines Octavia Butler et Samuel R. Delany, la théoricienne Luce Irigaray, José Esteban Muñoz, et les esthétiques visuelles de Hype Williams, les groupes TLC et Blaque, la chanteuse Aaliyah. La culture nuwaubian a souvent été une source majeure d'inspiration pour elle également. Son Mucus in My Pineal Gland est dédié à Herculine, Borges, LaDosha, et Pickaninny Punks.

## Expositions et performances

### Expositions solo
- Juliana Huxtable, Project Native Informant, Londres, England, 2017[39]
- A Split During Laughter at the Rally, Reena Spaulings Fine Art, New York, NY, 2017[40]

### Sélections d'expositions collectives
- Dirge, JTT, New York, NY, 2017[41]
- Time-Based Art Festival 2016, Portland Institute for Contemporary Art, Portland, OR, 2016[30]
- Seduction of a Cyborg, Human Resources, Los Angeles, CA, 2016[42]
- DISSENT: what they fear is the light, curation par Shoghig Halajian and Thomas Lawson, Los Angeles, CA, 2016[43]
- Bring Your Own Body, 41 Cooper Gallery, New York, NY, 2015[44]
- 2015 Triennial: Surround Audience, New Museum, New York, NY, 2015[45]

### Expositions en ligne
- New Black Portraiture, curation par Aria Dean, Rhizome.org[46]
- Collection Online au Solomon R. Guggenheim Museum[47].

### Sélection de performances
- Stewart Uoo presents It's Get Better V, Institute of Contemporary Arts, Londres, Angleterre, 2017[48]
- Bring Your Own Body, organisé par Jeanne Vaccaro avec Stamatina Gregory, 41 Cooper Gallery, New York, NY, 2015[44]
- Step and Repeat, Museum of Contemporary Art, Los Angeles, CA, 2015[49]
- There Are Certain Facts That Cannot Be Disputed, Performa 15 Biennial cocommissionné par le Museum of Modern Art, New York, NY, 2015[50]
- Leigha Mason & Casey Jane Ellison present Inner Space, MoMA PS1, Queens, NY, 2014[51]
- 1NVERS1ONS, en collaboration with Nick Mauss, Kim Gordon, Juliana Huxtable, Northern Ballet, et National Youth Ballet of Great Britain, Frieze Projects, Londres, Angleterre, 2014[52]
- Stewart Uoo presents It's Get Better II, Artists Space, New York, NY, 2014[53]
- Take Ecstasy with Me, Organized by Alexandro Segade (of My Barbarian) & Miguel Gutierrez, Whitney Museum of American Art, New York, NY, 2014[54]
- Looking Back: The Eighth White Columns Annual – Selected by Pati Hertling, White Columns, New York, NY, 2014[55]
- Stewart Uoo presents It's Get Better, Artists Space, New York, NY, 2013[56]

### Sélection de DJ sets
- Doll Gang Massacre: Peaches, Asian Doll, Juliana Huxtable, De Se, LE1F, Telfar, Sadaf, Abby, DJ NJ Drone au Knockdown Center, Queens, NY 2017[57]
- Mannequin Records Night x Pan at Berghain, Berlin, Allemagne October 20, 2017[58]
- Janus | Non Xchange at Berghain, Berlin, Allemagne June 2017[59]
- Juliana Huxtable presented by Boiler Room Brooklyn, NY, 2017[60]
- New Year's Eve: CLUB GLOW ft. Katie Got Bandz x Juliana Huxtable au Knockdown Center, Queens, NY 2016[61]
- Juliana Huxtable présentée par Boiler Room New York, NY, 2016[62]

## Discographie
- Lionsong (Bjork remix, 2015, One Little Indian Records) (Lionsong y inclut le remix de Juliana Huxtable[63].)
- Black History Month in 3D Mix avec Dedekind Cut fka Lee Bannon 2016[64]